# Codificação de Vídeo Versátil
Versatile Video Coding (VVC), também conhecido como H.266, ISO/IEC 23090-3, e MPEG-I Parte 3, é um padrão de compressão de vídeo finalizado em 6 de julho de 2020, pela Joint Video Experts Team (JVET) do grupo de trabalho VCEG do ITU-T Study Group 16 e do grupo de trabalho MPEG do ISO/IEC JTC 1/SC 29. É o sucessor do High Efficiency Video Coding (HEVC, também conhecido como ITU-T H.265 e MPEG-H Parte 2). Foi desenvolvido com dois objetivos principais – desempenho de compressão aprimorado e suporte para uma ampla gama de aplicações.

## Conceito
Em outubro de 2015, o MPEG e o VCEG formaram a Joint Video Exploration Team (JVET) para avaliar as tecnologias de compressão disponíveis e estudar os requisitos para um padrão de compressão de vídeo de última geração. O novo padrão tem uma taxa de compressão cerca de 50% melhor para a mesma qualidade perceptual em comparação com HEVC, com suporte para compressão com e sem perdas. Ele suporta resoluções que variam de resoluções muito baixas até 4K e 16K, bem como vídeos em 360°. O VVC suporta YCbCr 4:4:4, 4:2:2 e 4:2:0 com 8–10 bits por componente, ampla gama de cores BT.2100 e alta faixa dinâmica (HDR) de mais de 16 pontos (com brilho máximo de 1.000, 4.000 e 10.000 nits), canais auxiliares (para profundidade, transparência, etc.), taxas de quadros variáveis e fracionárias de 0 a 120 Hz e superior, codificação de vídeo escalável para diferenças temporais (taxa de quadros), espaciais (resolução), SNR, gama de cores e faixa dinâmica, codificação estéreo/multivisualização, formatos panorâmicos e codificação de imagens estáticas. O trabalho no suporte de alta profundidade de bits (12 a 16 bits por componente) começou em outubro de 2020 e foi incluído na segunda edição publicada em 2022. É esperada uma complexidade de codificação várias vezes maior (até dez vezes) que a do HEVC, dependendo da qualidade do algoritmo de codificação (que está fora do escopo do padrão). A complexidade de decodificação é cerca de duas vezes maior que a do HEVC.
O desenvolvimento do VVC foi feito usando o VVC Test Model (VTM), uma base de código de software de referência que foi iniciada com um conjunto mínimo de ferramentas de codificação. Outras ferramentas de codificação foram adicionadas após serem testadas em Experimentos Básicos (ECs). Seu antecessor foi o Joint Exploration Model (JEM), uma base de código de software experimental baseada no software de referência usado para HEVC.
Assim como seu antecessor, o VVC usa codificação de vídeo DCT com compensação de movimento. Enquanto o HEVC suporta tamanhos de blocos quadrados de transformada discreta de cosseno (DCT) inteira entre 4×4 e 32×32, o VVC adiciona suporte para tamanhos de blocos retangulares DCT não quadrados. O VVC também introduz vários modos de previsão intra-quadro baseados nesses blocos DCT retangulares para fornecer previsão de compensação de movimento aprimorada.

## História
O JVET emitiu um último Chamado para Propostas em outubro de 2017, e o processo de padronização começou oficialmente em abril de 2018, quando o primeiro rascunho de trabalho da norma foi produzido.
Na IBC 2018, foi demonstrada uma implementação preliminar baseada em VVC que comprimia vídeo 40% mais eficientemente do que HEVC.
O conteúdo da norma final foi aprovado em 6 de julho de 2020.

### Agenda
- Outubro de 2017: Chamada para propostas
- Abril de 2018: Avaliação das propostas recebidas e primeiro rascunho da norma[15]
- Julho de 2019: Cédula emitida para rascunho do comitê
- Outubro de 2019: Emissão de cédula para projeto de norma internacional
- 6 de julho de 2020: Conclusão do padrão final

## Licenciamento
Para reduzir o risco de problemas observados no licenciamento de implementações HEVC, foi fundado um novo grupo para VVC chamado Media Coding Industry Forum (MC-IF). No entanto, o MC-IF não tinha poder sobre o processo de normalização, que se baseava no mérito técnico determinado pelas decisões consensuais do JVET.
Inicialmente, quatro empresas competiam para serem administradoras do pool de patentes para o VVC, numa situação semelhante à dos codecs anteriores AVC e HEVC. Mais tarde, duas empresas formaram pools de patentes: Access Advance e MPEG LA (agora conhecida como Via-LA).
A Access Advance publicou sua taxa de licenciamento em abril de 2021. A Via-LA publicou sua taxa de licenciamento em janeiro de 2022.
As empresas que não faziam parte dos pools de patentes Access Advance ou Via-LA em novembro de 2023 são: Apple, Canon, Ericsson, Fraunhofer, Google, Huawei, Humax, Intel, LG, Interdigital, Maxell, Microsoft, Oppo, Qualcomm, Samsung, Sharp e Sony.

## Adoção

### Provedores de conteúdo
Em 2021, foi relatado que o MX Player fornecia conteúdo em VVC para até 20% de seus clientes móveis.

### Software
- O Fraunhofer HHI lançou um codificador disponível na fonte[a] chamado VVenC[26] e um decodificador chamado VVdeC[27]
  - Codificador de vídeo versátil Fraunhofer (VVenC)
  - Decodificador de vídeo versátil Fraunhofer (VVdeC)
- Software de referência VVC VTM
- O Tencent Media Lab oferece um decodificador em tempo real[28] e o serviço Tencent Cloud oferece transcodificação e streaming em sua infraestrutura de nuvem.[29]
- codificador de código aberto uvg266
- O FFmpeg a partir da versão 7.0 oferece suporte à decodificação experimental.[30] A versão 7.1 elevou o suporte ao status oficial.[31] O suporte para PALETTE[32] está ausente no momento.[33]
  - LAV Filters, divisor DirectShow baseado em ffmpeg e decodificadores para Windows, suporta desmultiplexação e decodificação a partir da versão 0.79.[34]
- OpenVVC,[35] uma biblioteca decodificadora VVC incompleta de código aberto licenciada sob LGPLv2.1[36]

### Players
- A Spin Digital vende um decodificador e reprodutor em tempo real para dispositivos Linux e Windows.[37]
- O Elmedia Player adicionou suporte em julho de 2023.[38]
- MPC-HC (fork do clsid2) a partir da versão 2.2.0.[39]
- MPC-BE a partir da versão 1.7.0.[40]
- Zoom Player Steam Edition a partir da versão v19 beta 6 com a ajuda do LAV Filters v0.79.[41]

### Hardware
| Empresa     | Chip/arquitetura | Tipo            | Taxa de transferência | Ref           |
| ----------- | ---------------- | --------------- | --------------------- | ------------- |
| Allegro DVT | AL-D320          | Decoder IP core | 8K@120                | [ 42 ] [ 43 ] |
| Allegro DVT | AL-E320          | Encoder IP core |                       | [ 44 ] [ 45 ] |
| Amlogic     | S905X5           | Set-top box SoC | 2x 4K@60 10 bit       | [ 46 ]        |
| Intel       | Xe2-LPG          | GPU/iGPU        |                       | [ 47 ]        |
| MediaTek    | Pentonic 2000    | SoC for TV sets | 8K@120                | [ 48 ]        |
| MediaTek    | Pentonic 1000    | SoC for TV sets | 4K@144                | [ 49 ]        |
| MediaTek    | Pentonic 800     | SoC for TV sets | 4K@144                | [ 50 ]        |
| MediaTek    | Pentonic 700     | SoC for TV sets | 4K@144                | [ 51 ]        |
| Realtek     | RTD1319D         | Set-top box SoC | 4K@60                 | [ 52 ]        |
| VeriSilicon | Hantro VC9000D   | Decoder         | 8K@120                | [ 53 ]        |
| VeriSilicon | Hantro VC9800D   | Decoder         | 8K@120                | [ 54 ]        |

### Transmissão
O Fórum Brasileiro SBTVD adotará o codec MPEG-I VVC em seu próximo sistema de televisão aberta, a TV 3.0, com lançamento previsto para 2024. Ele será usado junto com o MPEG-5 LCEVC como um codificador de camada base de vídeo para transmissão e distribuição de banda larga.
A organização europeia DVB Project, que regula os padrões de transmissão de televisão digital, anunciou em 24 de fevereiro de 2022 que o VVC agora faz parte de suas ferramentas de transmissão. A especificação do sintonizador DVB usada em toda a Europa, Austrália e muitas outras regiões foi revisada para oferecer suporte ao codec de vídeo VVC (H.266), o sucessor do HEVC.